# Kisócsa
Kisócsa (1886-ig Dobró-Ocsova, szlovákul: Dúbravy) község Szlovákiában, a Besztercebányai kerületben, a Gyetvai járásban.

## Fekvése
Zólyomtól 24 km-re keletre fekszik, a Dúbravský-patak völgyében. Áthalad rajta a Nagyócsáról (7 km) Gyetvára (5 km) vezető országút.
Keletről Gyetva, délről, északról és nyugatról pedig Nagyócsa községgel határos.
Területe 19,5453 km², mely 1921-ben még csak 5,65 km² volt, azóta Nagyócsa kataszteréből átcsatolt területekkel csaknem háromszorosára nőtt.

## Története
A falu keletkezéséről nincsenek pontos információk. A középkorban területe Végles várának uradalmához tartozott. Ez a tölgyesekkel borított terület volt a vélgesi váruradalom legtávolabbi sarka. Első írásos említése 1626-ban történik.
A 18. század végén Vályi András így ír róla: „DUBRAVI. Otsov Dubrava. Dubravetz. Tót falu Zólyom Vármegyében, földes Ura Hertzeg Eszterházy Uraság, lakosai katolikusok, fekszik Ocsovának szomszédságában, mellynek filiája, Ó Zólyomhoz más fél mértföldnyire, határja tűrhető termékenységű.”
1828-ban 28 házában 249 lakos élt, akik főként mezőgazdasággal és állattartással foglalkoztak. Kisócsa csak 1826-ban lett önálló település, ekkor vált ki Ócsa községből. Az egész falu a templomtól a temetőig mindössze mintegy harminc házból állt. Iskoláját 1832-ben alapították.
Fényes Elek 1851-ben kiadott geográfiai szótárában így ír a faluról: „Dubrava, Zólyom m. tót falu, 169 kath., 1 evang. lak. F. u. h. Eszterházy.”
1863-ban felépült az új katolikus iskola. A trianoni diktátumig Zólyom vármegye Nagyszalatnai járásához tartozott.

## Népessége
| Év:            | 1994. | 2004.   | 2014.   | 2024.   |
| -------------- | ----- | ------- | ------- | ------- |
| Emberek száma: | 1011  | 1002    | 929     | 955     |
| Eltérés:       |       | -0,89 % | -7,28 % | +2,79 % |

| Év:            | 2023. | 2024.   |
| -------------- | ----- | ------- |
| Emberek száma: | 959   | 955     |
| Eltérés:       |       | -0,41 % |

1910-ben 413, túlnyomórészt szlovák lakosa volt.
2001-ben 986 lakosából 961 szlovák volt.
2011-ben 935 lakosából 865 szlovák.

## Nevezetességei
- A Hétfájdalmú Szűzanya tiszteletére szentelt római katolikus templomát 1834-ben építették.

## Külső hivatkozások
- Hivatalos oldal
- Községinfó
- A község a régió honlapján
- E-obce.sk Archiválva 2018. május 8-i dátummal a Wayback Machine-ben
- Kisócsa a térképen